# 里来恩特知更鸟

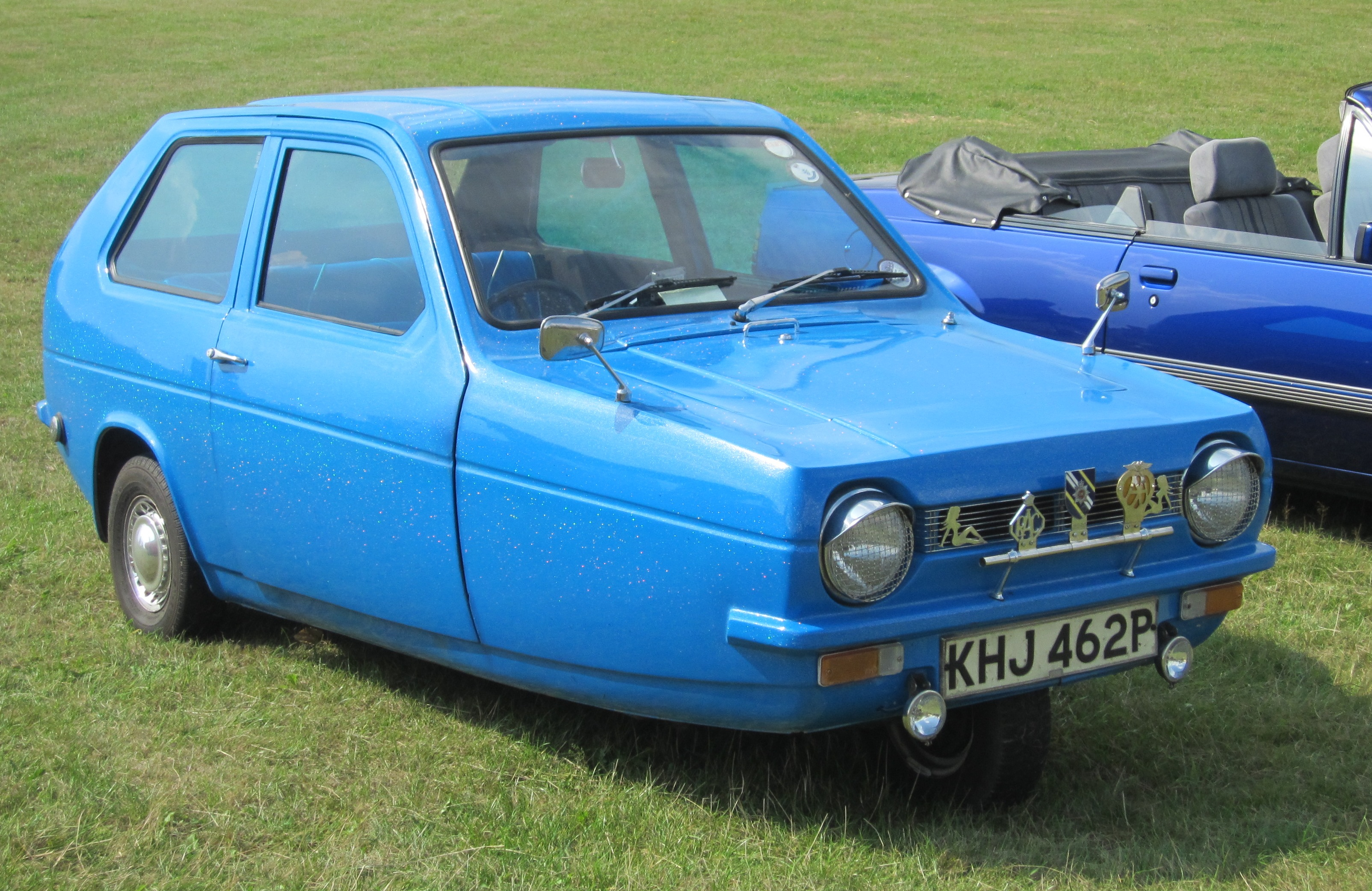
1975年的里来恩特知更鸟

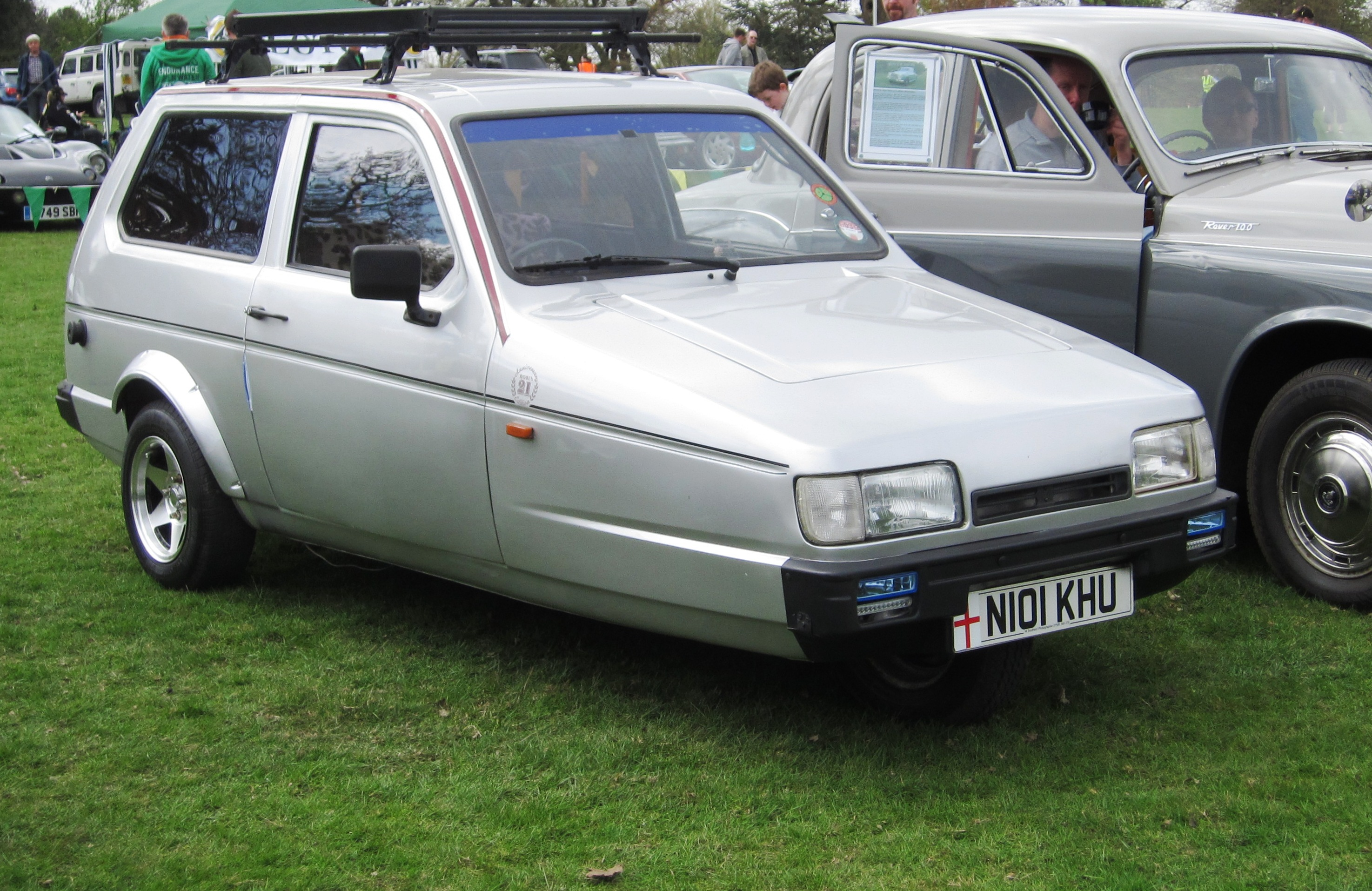
1994 里来恩特知更鸟 Mk2 SLX

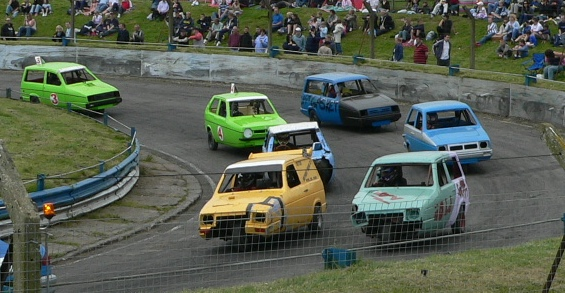
里来恩特知更鸟也会被车迷们拿来赛车

里来恩特知更鸟（Reliant Robin）是由英国斯塔福德郡塔姆沃思的里来恩特公司生产的一款小型三轮车。

## 简史
知更鸟最早生产于1973年，是里来恩特Regal的后继产品。原版的知更鸟于1981年停产，後繼車款為里来恩特Rialto。这种车1974年至1978年也在获得授权下在希腊的MEBEA公司生产，印度的Sunrise Automotive工业有限公司也有生产这个车，名为Badal。
1989年里来恩特购回知更鸟品牌，生产出一种全新的改良版本知更鸟。它使用新的玻璃纤维车身，加大发动机马力。同期Rialto也在生产直至1998年。1999年最后一版的知更鸟诞生。它作出了知更鸟有史以来最大的改动，包括新的面板、Opel Corsa前车灯。这台由Andy Plumb设计的掀背车生产到2001年2月里来恩特宣布停业为止。1999年也有一个特别版本的知更鸟名为知更鸟65。知更鸟65有很多内饰改动如用上皮质材料，胡桃木内饰板等。这种车售价约为1万英镑。
里来恩特停业后，知更鸟曾在2001年7月由B&N塑膠复产，但在2002年10月因隨著公司的倒閉再次停产。
中国在1990年代至2000年代也有生产类似的产品，但和此车没有直接联系。

## 概况
里来恩特知更鸟的官方重量是450公斤。由于是摩托车，知更鸟可以由持有B1 category licence或英国的汽车驾驶执照的驾驶者驾驶，但政府只收取摩托车的税率。因此此车的车主比一般小车车主每年可以节省55英镑的税款。
此车前面是一个单轮，前置发动机带动后轴。最初版本搭配750CC的发动机，32匹马力。从0到50英里需要20秒。1975年的产品换成850CC的发动机，最高时速可达137公里。由于它比较轻，所以相比汽车不容易陷进英国北方冬天的雪地里。
里来恩特知更鸟及类似车型之所以当年在产地附近热销，一定程度上由于当地矿工较多，他们只有摩托车驾驶执照。但里来恩特知更鸟本身的设计缺陷也使此车极易发生交通事故。

## 流行文化
在英國，裡來恩特知更鳥經常被稱為“塑膠豬”（Plastic Pig），因為它的特別的外觀，玻璃纖維車身以及它的產地塔姆沃思。它的名字也經常被錯拼為“Robin Reliant” 裡來恩特的三輪系列在英國文化中有一定的特殊地位，經常與笑話有關。知更鳥曾出現在豆豆先生裡常被豆豆先生捉弄，比如把它撞離停車位，超車導致其翻車等等。而在靚女笑口組、Reliant Regal、紅矮星號等電視劇中也出現過此車。 裡來恩特知更鳥也多次登上BBC的英國瘋狂汽車秀。在第九季的第4集，詹姆斯·梅和理查德·哈蒙德將一輛知更鳥改裝成“航天飛機”，裝在自製的火箭上打算發射，但最終未能成功。 在第十五季第1集，傑瑞米·克拉克森駕駛一輛知更鳥對其做一個簡單介紹，不過在路上卻多次翻車，最後他的車還翻進了河道。 知更鳥也曾在2007年6月18日登上英國瘋狂汽車秀的姐妹節目Fifth Gear。 Louise Rennison的書Angus, Thongs and Full-Frontal Snogging中，裡來恩特知更鳥也有登場。